# Montliot-et-Courcelles
Montliot-et-Courcelles é uma comuna francesa na região administrativa da Borgonha-Franco-Condado, no departamento de Côte-d'Or. Estende-se por uma área de 8,73 km². Em 2010 a comuna tinha 309 habitantes (densidade: 35,4 hab./km²).